# Плавно (Дравський повіт)
Плавно (пол. Pławno) — село в Польщі, у гміні Чаплінек Дравського повіту Західнопоморського воєводства.
Населення — 121 особа (2011).
У 1975-1998 роках село належало до Кошалінського воєводства.

## Демографія
Демографічна структура станом на 31 березня 2011 року:
|          | Загалом | Допрацездатний вік | Працездатний вік | Постпрацездатний вік |
| -------- | ------- | ------------------ | ---------------- | -------------------- |
| Чоловіки | 57      | 9                  | 43               | 5                    |
| Жінки    | 64      | 12                 | 44               | 8                    |
| Разом    | 121     | 21                 | 87               | 13                   |